# 1993 FR2
1993 FR2 är en asteroid i huvudbältet som upptäcktes den 29 mars 1993 av den japanska astronomen Satoru Otomo i Kiyosato.
Asteroiden har en diameter på ungefär 4 kilometer.